# ASAGI
ASAGI（あさぎ 1974年8月29日 - ）秋田縣能代市出身的音樂詞曲家，日本視覺系樂團「D」的主唱。愛稱「A様」。

## 経歴
從秋田縣的高中畢業後、曾在横浜市内的餐廳打工過一陣子、從20歲左右開始正式的樂團活動。1998年到2000年間以JE*REVIENS身分活動、2001年加入Syndrome成為第二代主唱。在這期間、又以胡蝶（紫音）之名發行CD。Syndrome活動停止後，D正式結成。2006年成立自己的公司GOD CHILD RECORDS。

## 特徴
- D的作詞作曲人。
- 常被人評論與hyde唱腔類似、不過他更加注重低音域範圍。
- 歌詞中展現強烈的世界觀、用手撕碎薔薇、並有揮鞭子的動作等等。
- 官方並沒有明確發表D「有領導人」的這件事、現在D的概念是以取得世界中心主導權為主。在D結成以前的樂團成員，對於領導人、活動方針及世界観的看法都比現在薄弱很多。
- Syndrome活動停止後、ASAGI跟KISAKI因在SHOXX雜誌訪談時講出批判性的發言而交惡，但兩人最後和解、雙方還互相在主辦的LIVE上演出。

## 人物
- 因為出生地是秋田，加上本人的樣貌、所以有時被認為是秋田的吸血鬼。
- 按照樂團形象打造的LIVE用小道具（旗）及發行小型COMI誌Mad tea party MAGAZINE、企劃香水等商品的販售計畫・非常積極於企業戦略而且十分活躍。
- 歌詞中對於世界觀的概念很強烈、在09年11月13日的網誌中，對同是和風路線樂團Kagrra,的一志作的歌詞給予高度評価。
- 對於白血球之類的話題似乎比常人了解（除了醫生及護士之外）。
- 超級愛貓者，家中飼養三隻貓，其中最愛的「チミ」（chimi，ASAGI在日記中稱她為「ちょみ」或「ちょみ公主」）於2009年12月6日病死。

## 略歴
- Balsamic活動開始
- Balsamic解散
- 1998年 - JE*REVIENS活動開始。
- 2000年 - JE*REVIENS解散。
- 2001年 - 6月、Syndrome加入。
- 2002年 - 1月、以胡蝶名義發行『化蝶夢-チョウトナルユメ-』。
- 2002年 - 11月、Syndrome活動停止。
- 2003年 - D結成。
- 2006年 - 在自己的辦公室中成立、GOD CHILD RECORDS株式會社、並擔任社長。
- 9月23日、單飛活動的CD『Corvinus』發售。